# Wacky Races
Wacky Races is een Amerikaanse tekenfilmserie uit 1968 van Hanna-Barbera. De reeks werd voor het eerst uitgezonden door CBS. De serie telt 17 afleveringen, elk opgedeeld in 2 subafleveringen. Ze werden in Nederland uitgezonden onder de naam Hotse-knotse-kneuzen-rally en op Cartoon Network onder de Engelse naam.
De serie gaat over elf chauffeurs die racen om de titel "The worlds wackiest racer" ('s werelds mafste racer). Van deze tekenfilms zijn later ook computerspelletjes gemaakt voor de NES en diverse andere spelcomputers.

## Achtergrond
De serie is deels gebaseerd op de film The Great Race. De serie had zeker voor een Hanna-Barbara productie een groot aantal vaste personage; 23 mensen en dieren verspreid over 11 auto’s.
Oorspronkelijk was het plan dat de serie gekoppeld zou worden aan een spelshow van Merrill Heatter and Bob Quigley Productions, waarin kandidaten konden wedden op de uitslag van elke aflevering. Dit idee werd uiteindelijk geschrapt.

## Coureurs en hun auto's
- 00 Dick Dastardly en Muttley in De "Mean Machine": de antagonisten van de serie. Dick Dastardly probeert elke aflevering de race te winnen door middel van valsspelen, zoals het nemen van sluipweggetjes en het zetten van hinderlagen voor zijn mederacers. Deze hinderlagen hebben echter altijd een averechts effect en zorgen ervoor dat Dick Dastardly steevast laatste wordt of zelfs helemaal nooit finisht, tot groot genoegen van zijn hond Muttley. Zijn auto, de Mean Machine, is een raketwagen die onder andere kan vliegen en vele verborgen wapens bevat.

- 01 De Slag Brothers in De "Bouldermobile": De Slag Brothers (Broertjes Grot) zijn twee holbewoners. Hun lichamen gaan vrijwel geheel verscholen onder hun lange haar en ze spreken in een voor de kijker onverstaanbaar taaltje. Hun auto bestaat louter uit een uitgeholde steen op wielen, die wordt aangedreven door hem te slaan met een knots. Als de auto tijdens de race vernield wordt, maken de Slag Brothers snel een nieuwe uit de eerste de beste grote steen.

- 02 De Gruesome Twosome in de "Creepy Coupe": De Gruesome Twosome zijn een raceduo bestaand uit Big Gruesome (een monster van Frankenstein met een kapsel dat voor zijn ogen hangt) en Little Gruesome (een vampier). Hun auto, de Creepy Coupe, is een lijkwagen met een klokkentoren op het dak. De klokkentoren huisvest onder andere een draak, een zeeslang, spoken, donderwolken en een heks. Deze kunnen te allen tijde door de Gruesome Twosome worden opgeroepen om hen bij te staan. Net als Dick Dastardly maken ze zich vaak schuldig aan vals spel, maar zij worden er vrijwel nooit voor afgestraft.

- 03 Professor Pat Pending in de "Convert-a-Car": professor Pat Pending (een woordspeling op ‘patent pending’) is een gestoorde professor. Zijn voertuig, dat er doorgaans uitziet als een boot-vliegtuighybride op wielen, kan veranderen in elk soort voertuig denkbaar, variërend van gewone voertuigen, zoals een motorfiets, tot meer opmerkelijke creaties, zoals een enorme bowlingbal.

- 04 Red Max in de "Crimson Haybailer": Red Max is een vliegende aas wiens naam een porte-manteau is van de Rode baron en Blue Max. Zijn voertuig is een felrood auto-vliegtuighybride, die steeds kort genoeg kan vliegen om over andere racers of hindernissen heen te springen. De Crimson Haybailer is tevens bewapend met een mitrailleur, die behalve kogels ook andere wapens kan afvuren.

- 05 Penelope Pittstop in De "Compact Pussycat": de enige vrouwelijke racer. Penelope Pittstop gaat gekleed in een roze raceoutfit uit de jaren 30, en is voortdurend bezig met haar uiterlijk. Haar wagen, een roze cabriolet, is feitelijk een schoonheidssalon op wielen, en voorzien van tal van aan make-up gerelateerde gadgets. De overige racers behandelen haar doorgaans hoffelijk; zo is ze maar zelden doelwit van vals spel en laten de anderen haar soms zelfs voorgaan.

- 06 Sergeant Blast en Soldaat Meekly in De "Army Surplus Special": een militair duo bestaande uit een strenge sergeant en een niet bijster slimme soldaat. Hun voertuig is een kruising tussen een legerjeep en een tank. Behalve een kanon is de Army Surplus Special ook gewapend met landmijnen.

- 07 De Ant Hill Mob in de "Bulletproof Bomb": De Ant Hill Mob (mierenbende) zijn zeven lilliputter-gangsters, gemodelleerd naar stereotiepe maffioso’s. Hun wagen is een uit de jaren 20 stammende limousine en hun favoriete wapens zijn pistolen en tommyguns. Alleen van de leden Clyde en Ring-A-Ding zijn de namen bekend; de overige vijf blijven naamloos. Ze kunnen indien nodig hun auto extra snelheid laten maken door hun voeten door de bodem te steken en mee te rennen.

- 08 Luke en Blubber Beer in de "Arkansas Chuggabug": Luke is een stereotype hillbilly, en Blubber zijn huisdierbeer. Hun wagen, de Chuggabug, is een krakkemikkige auto gemaakt van hout en aangedreven door een ouderwetse kachel die met drank kan worden opgestookt voor extra snelheid. Luke stuurt het liefst met zijn voeten terwijl hij onderuit gezakt en half in slaap achter het stuur zit.

- 09 Peter Perfect in de "Turbo Terrific": Peter Perfect gedraagt zich van alle racers nog het meest voorbeeldig. Hij heeft een oogje op Penelope Pitstop, die hij altijd Pretty Penny noemt. Zijn wagen is een dragracewagen, die geregeld uit elkaar valt.

- 10 Rufus Ruffcut en Sawtooth in de "Buzz Wagon": Rufus is een gespierde houthakker, en Sawtooth een antropomorfe bever. Hun wagen, de Buzz Wagon, is gemaakt van boomstammen en heeft cirkelzagen als wielen. Hierdoor kan de wagen door vrijwel alle obstakels heen breken.

## Stemmen
- Daws Butler – Peter Perfect, Sergeant Blast, Big Gruesome, Rock Slag, Rufus Ruffcut, Red Max
- Don Messick – Muttley, Little Gruesome, Gravel Slag, Professor Pat Pending, Sawtooth, Ding-a-Ling
- John Stephenson – Luke and Blubber Bear
- Janet Waldo – Penelope Pitstop
- Paul Winchell – Dick Dastardly, Clyde, Private Meekly
- Dave Willock – Verteller

## Afleveringen
| Nummer | Titel                                                                       | Uitzenddatum      |
| ------ | --------------------------------------------------------------------------- | ----------------- |
| WR-1   | See-Saw to Arkansas (35–1) Creepy Trip to Lemon Twist (35–2)                | 14 september 1968 |
| WR-2   | Why Oh Why Wyoming (35–3) Beat the Clock to Yellow Rock (35–4)              | 21 september 1968 |
| WR-3   | Mish-Mash Missouri Dash (35–6) Idaho a Go-Go (35–5)                         | 28 september 1968 |
| WR-4   | Baja-Ha-Ha Race (35–11) Real Gone Ape (35–8)                                | 5 oktober 1968    |
| WR-5   | Scout Scatter (35–7) Free Wheeling to Wheeling (35–10)                      | 12 oktober 1968   |
| WR-6   | By Rollercoaster to Upsan Downs (35–9) The Speedy Arkansas Traveler (35–12) | 19 oktober 1968   |
| WR-7   | The Zippy Mississippi Race (35–15) Traffic Jambalaya (35–17)                | 26 oktober 1968   |
| WR-8   | Hot Race at Chillicothe (35–16) The Wrong Lumber Race (35–18)               | 2 november 1968   |
| WR-9   | Rhode Island Road Race (35–19) The Great Cold Rush Race (35–13)             | 9 november 1968   |
| WR-10  | Wacky Race to Ripsaw (35–20) Oils Well That Ends Well (35–21)               | 16 november 1968  |
| WR-11  | Whizzin' to Washington (35–22) The Dipsy Doodle Desert Derby (35–24)        | 23 november 1968  |
| WR-12  | Eeny, Miny Missouri Go! (35–14) The Super Silly Swamp Sprint (35–23)        | 30 november 1968  |
| WR-13  | The Dopey Dakota Derby (35–27) Dash to Delaware (35–26)                     | 7 december 1968   |
| WR-14  | Speeding for Smogland (35–28) Race Rally to Raleigh (35–25)                 | 14 december 1968  |
| WR-15  | Ballpoint, Penn. or Bust! (35–30) Fast Track to Hackensack (35–29)          | 21 december 1968  |
| WR-16  | The Ski Resort Road Race (35–33) Overseas Hi-Way Race (35–34)               | 28 december 1968  |
| WR-17  | Race to Racine (35–31) The Carlsbad or Bust Bash (35–32)                    | 4 januari 1969    |

## Spin-offs en vervolg
Er zijn twee spin-offs gemaakt van deze tekenfilm, beide uit 1969:
- The Perils of Penelope Pitstop – over Penelope Pitstop en de Ant Hill Mob
- Dastardly and Muttley in their Flying Machines – over Dastardly en Muttley.

Een vervolg op de serie genaamd Fender Bender 500 verscheen in 1990, als onderdeel van het programma Wake, Rattle and Roll. Dick Dastardly en Muttley zijn echter de enigen van de oude cast die in deze serie weer terugkeren. De overige racers zijn bekende Cartoon Network-personages zoals Yogi Bear en Top Cat.
In 2006 werd een pilotaflevering gemaakt voor een potentiële nieuwe serie: Wacky Races Forever. In deze serie zouden zowel oude personages terugkeren (in elk geval de Slag Brothers, Professor Pat Pending, een nieuwe versie van de Gruesome Twosome, en Dick Dastardly en Muttley), alsmede een paar nieuwe personages geïntroduceerd worden (waaronder Parker en Piper, de kinderen van Peter Perfect en Penelope Pitstop). De serie kwam echter niet van de grond en het bleef bij enkel deze ene aflevering.

## Andere media
- Er zijn in totaal vier videospelen over de serie gemaakt:
  - Wacky Races: uitgebracht in 1991 door Atlus. In het spel kan de speler de rol van Dick Dastardly of Muttley aannemen, en moet proberen de andere spelers te hinderen.
  - Wacky Races: uitgebracht in 2000 voor de Sega Dreamcast.
  - Wacky Races: Mad Motors: uitgebracht in 2007 voor de PlayStation 2
  - Wacky Races: Crash and Dash uitgebracht in 2008 voor de Wii en Nintendo DS.
- In 2013 gebruikte Peugeot de personages uit Wacky Races voor een reclamefilmpje voor de Braziliaanse markt. Het filmpje werd een hit op YouTube, met meer dan 2 miljoen views.

- In het Verenigd Koninkrijk zijn als onderdeel van de Goodwood Festival Of Speed alle voertuigen uit de serie nagebouwd:

Goodwood Festival of Speed Wacky Races Replica's
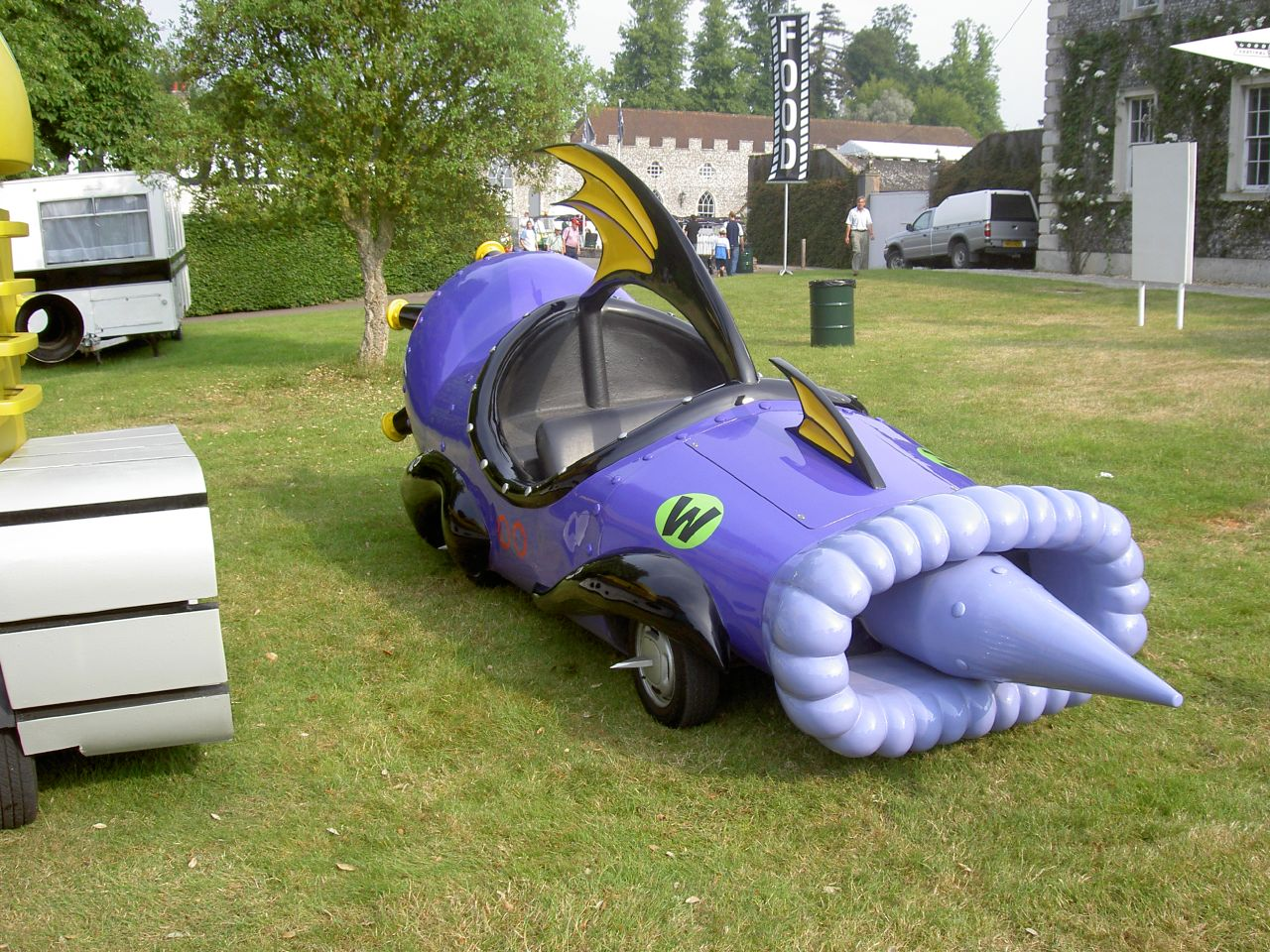
Mean Machine #00
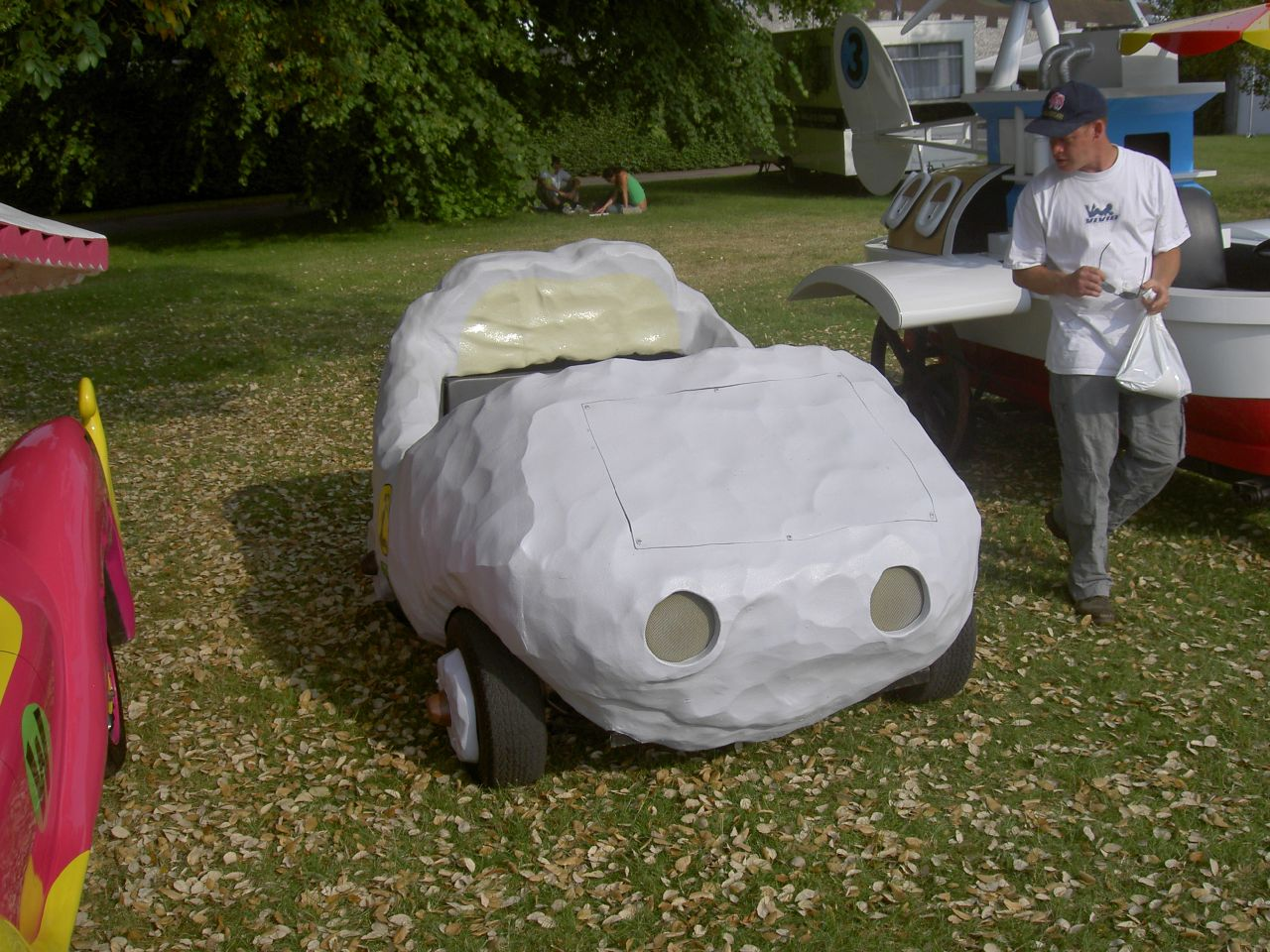
Boulder Mobile #1
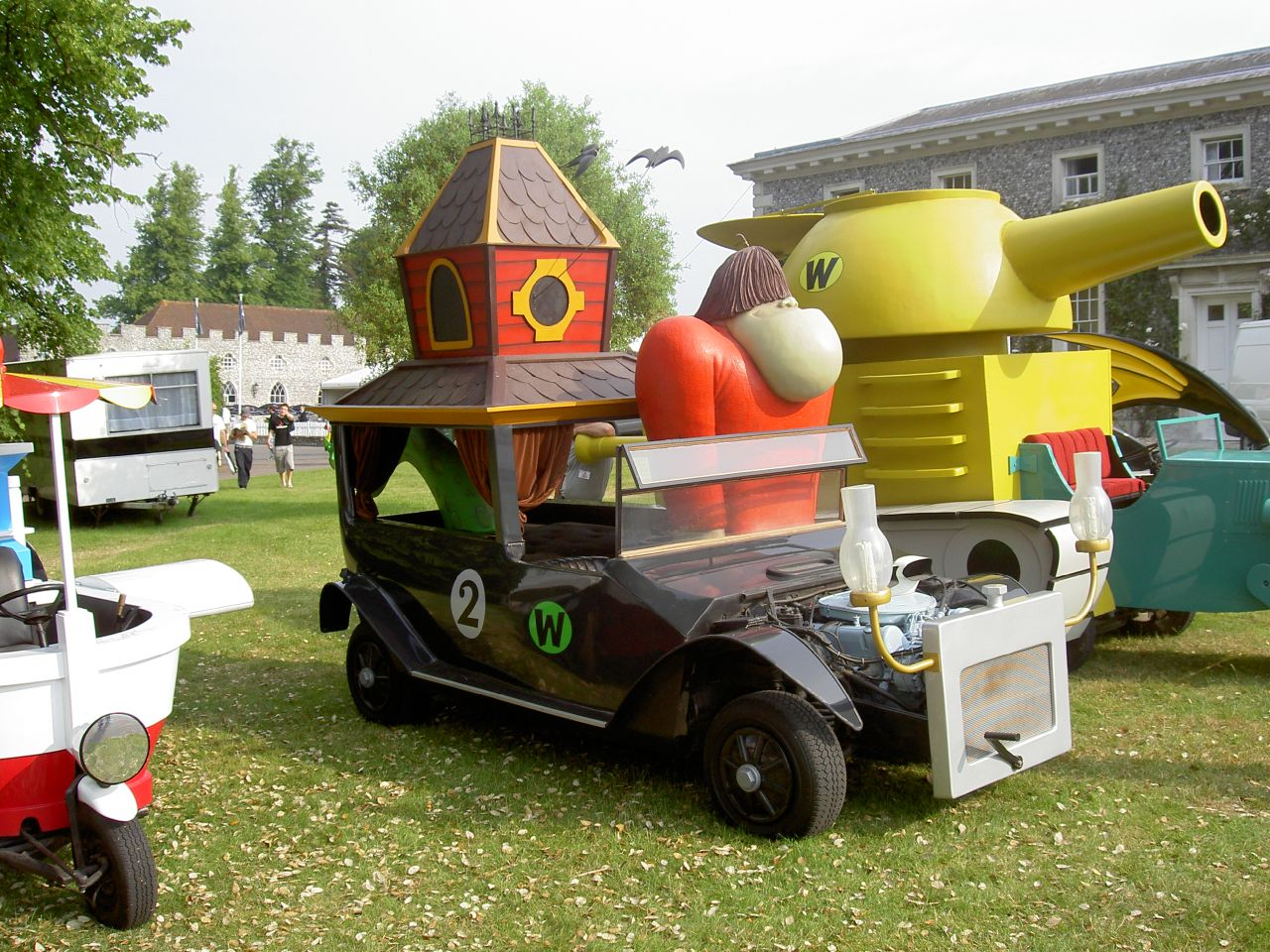
Creepy Coupe #2
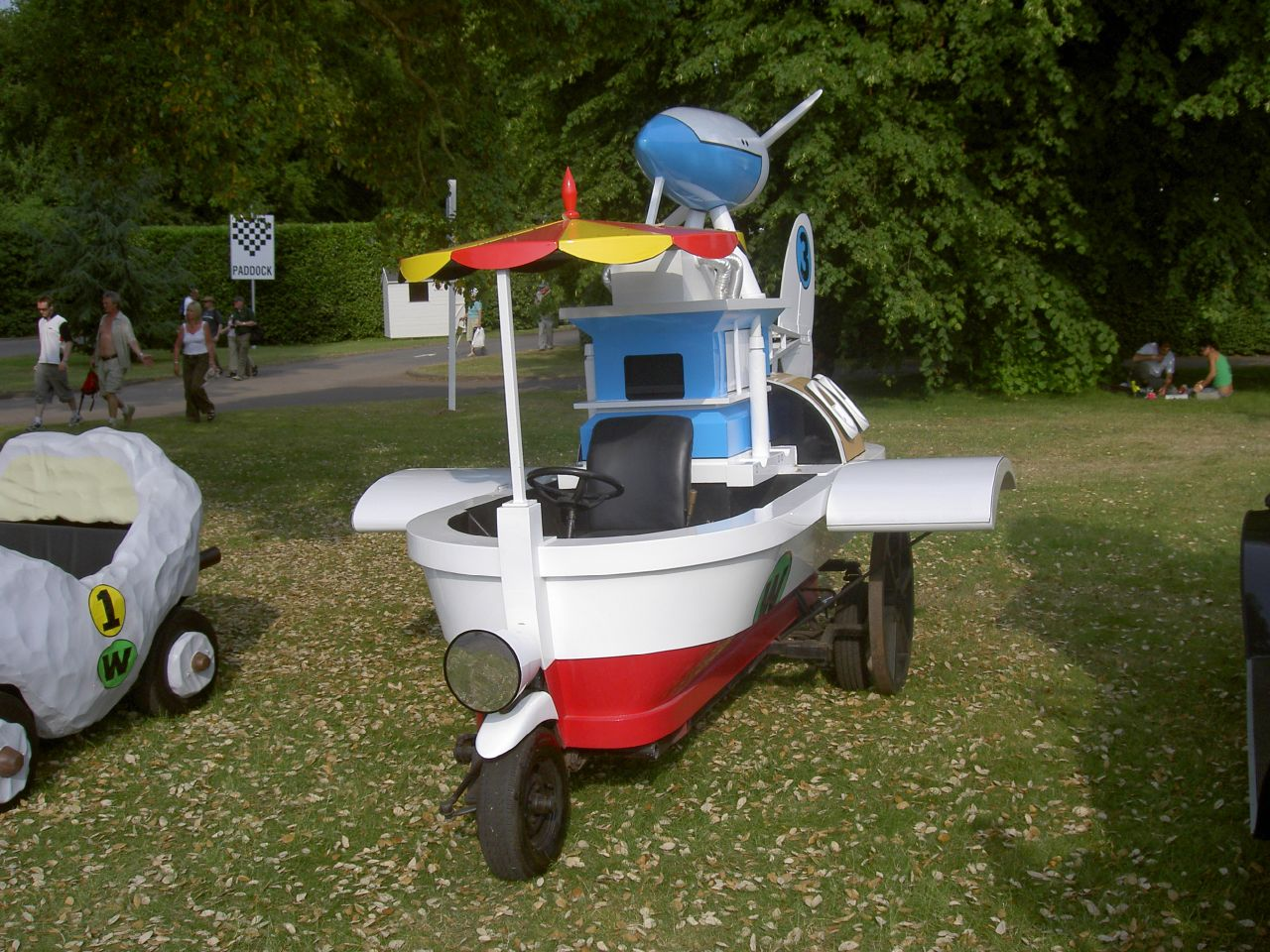
Convert-a-Car #3
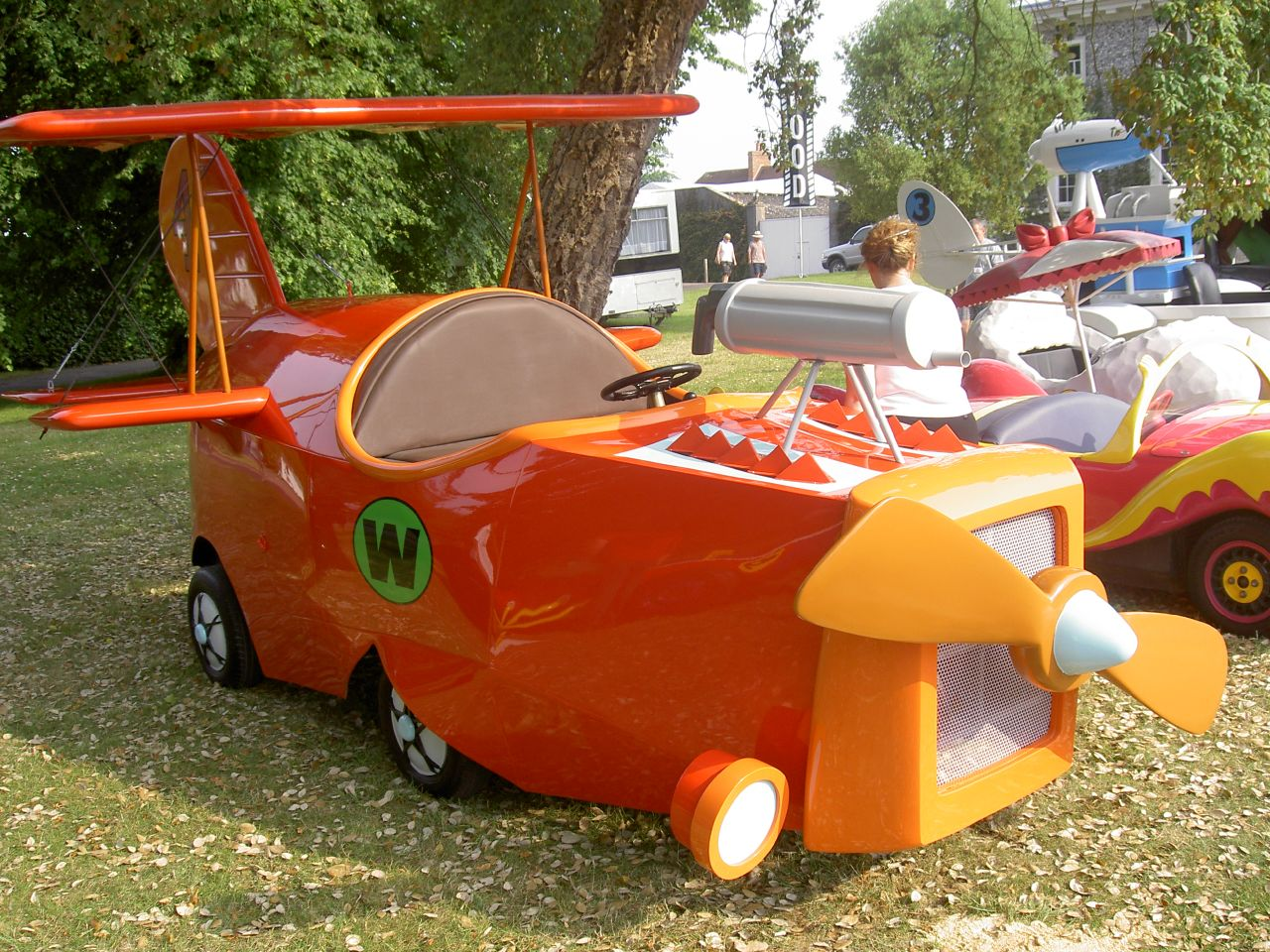
Crimson Haybailer #4
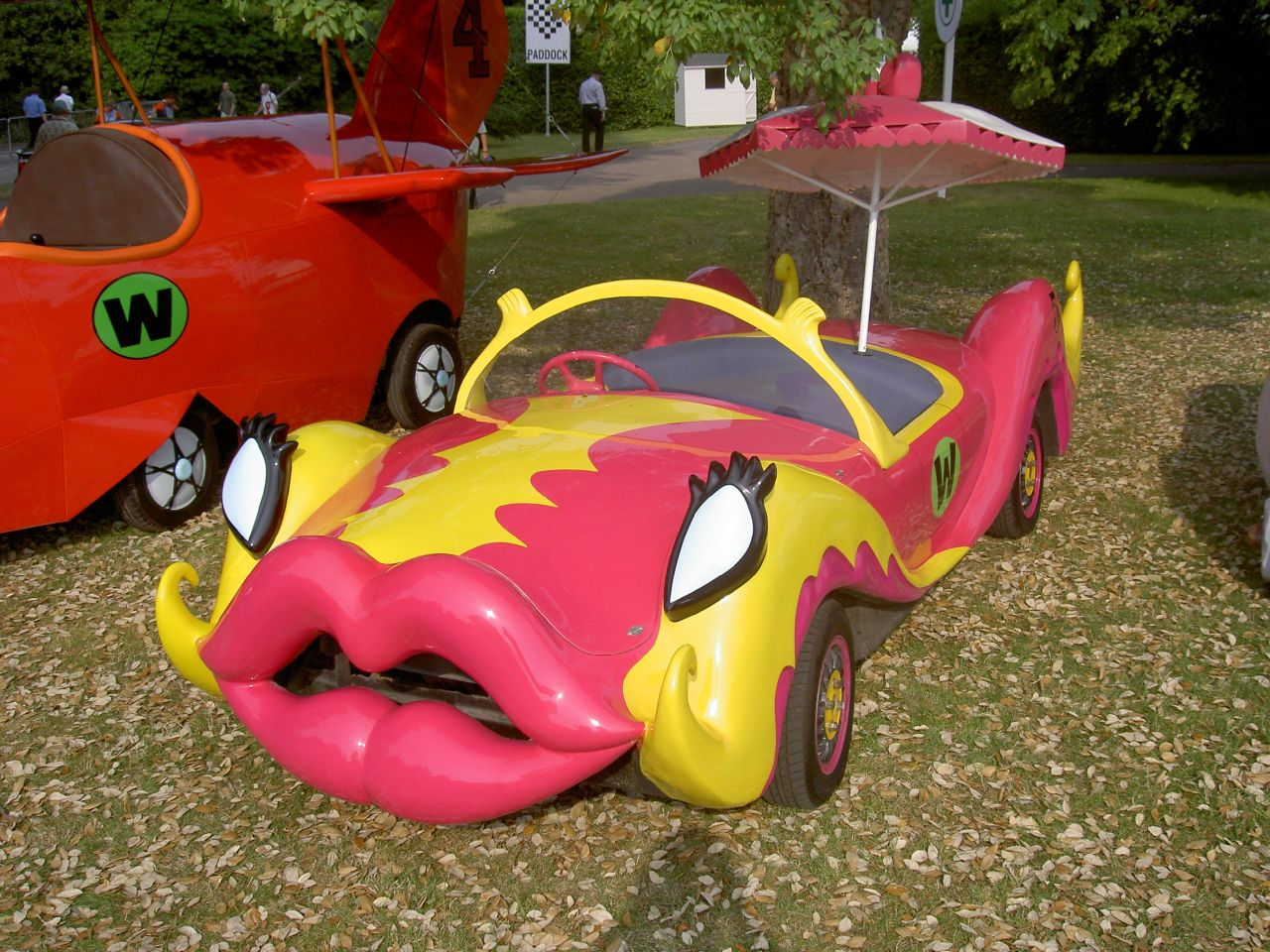
Compact Pussycat #5
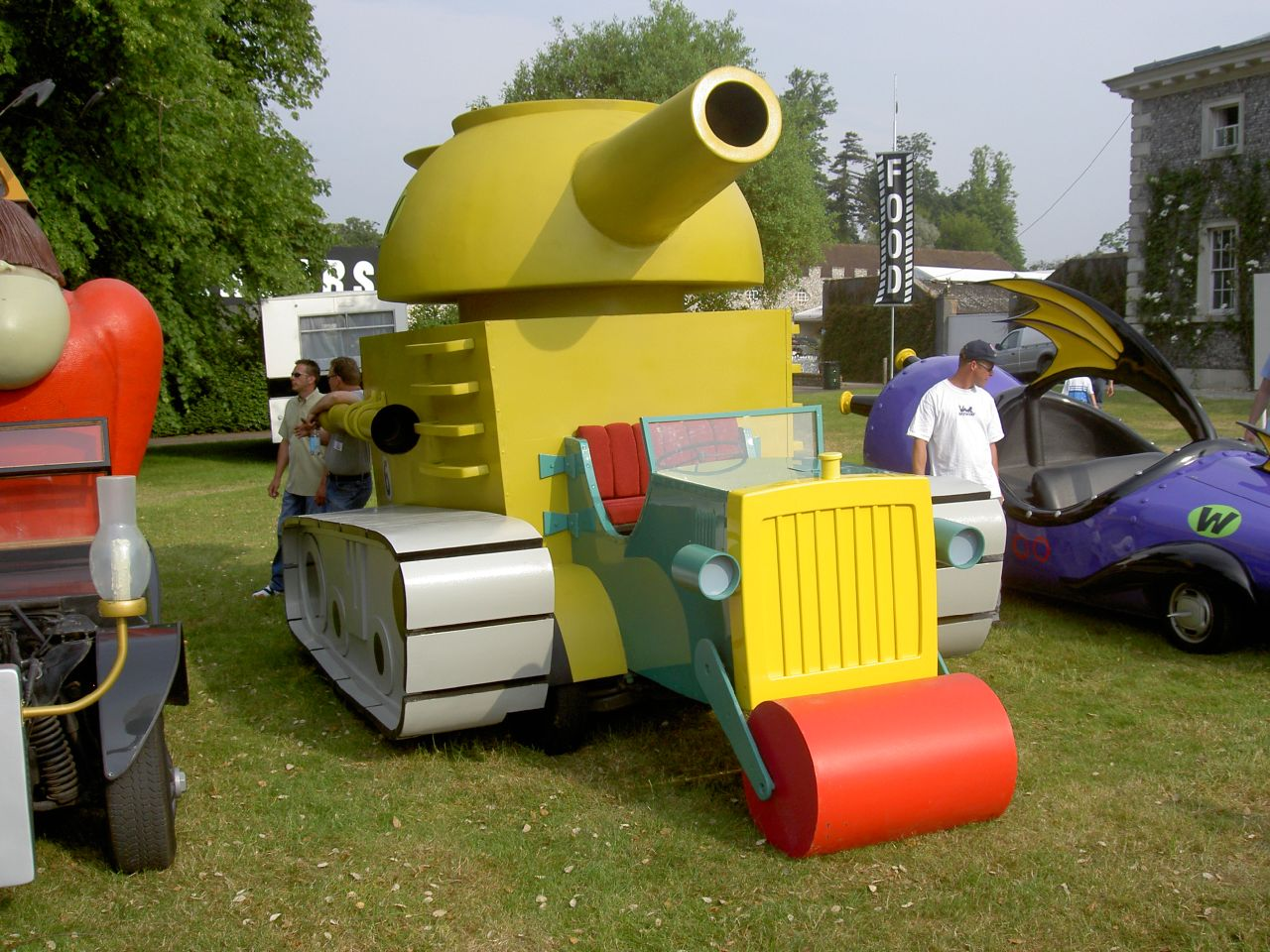
Army Surplus Special #6
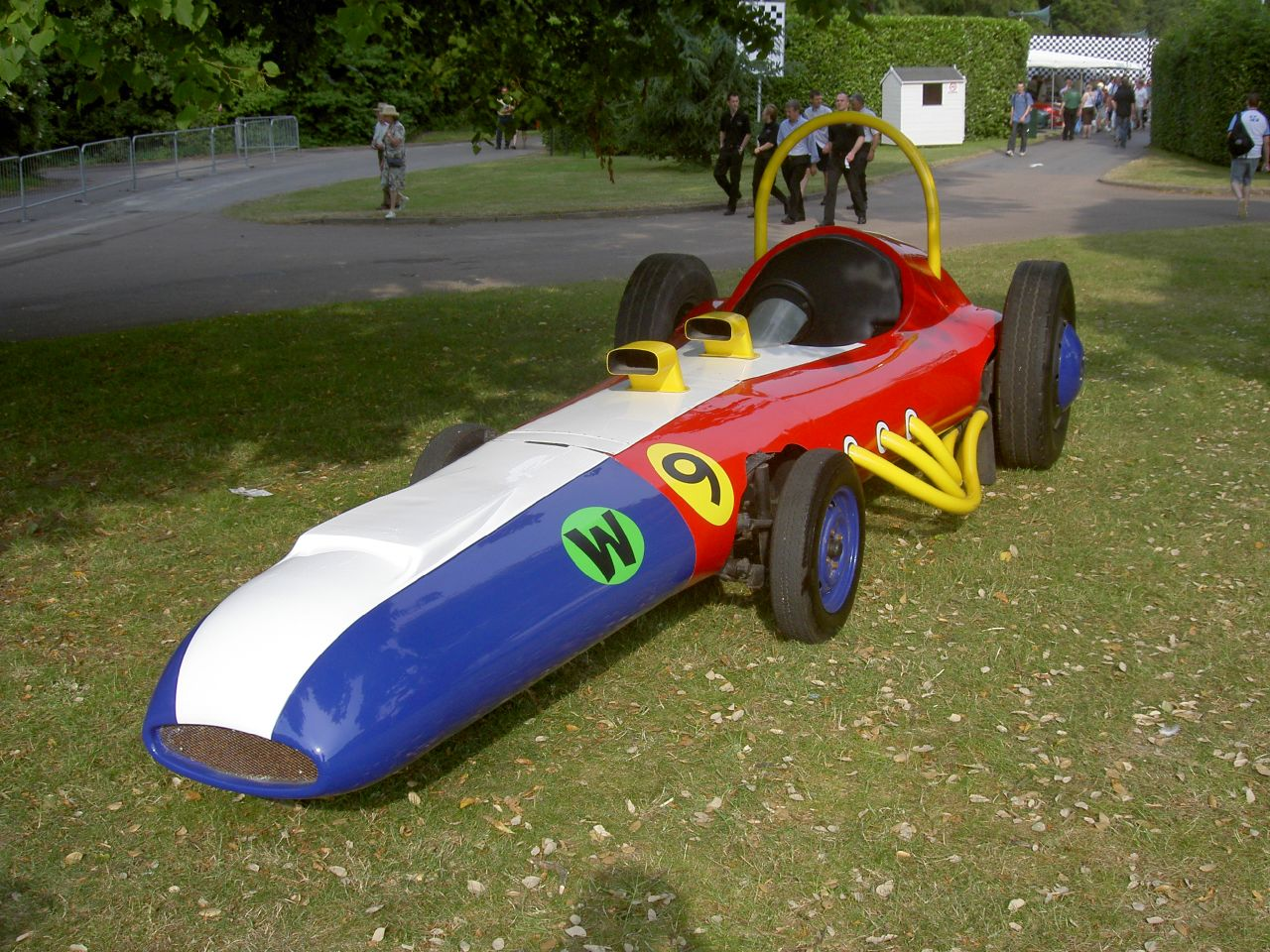
Turbo Terrific #9